# Fabio Massimo Boniardi
Fabio Massimo Boniardi (Bollate, 3 settembre 1971) è un politico italiano.

## Biografia
Inizia la sua carriera politica come consigliere comunale a Bollate nel 1999, è stato poi rieletto nel 2006, nel 2010, nel 2015 e nel 2020. Da aprile 2010 a giugno 2015 è stato assessore, sempre a Bollate, allo sport e tempo libero. Dal 2017 al 2022 è stato assessore alla sicurezza del Comune di Garbagnate Milanese. 
Alle elezioni politiche del 2018 è eletto deputato della Lega. È membro dal 2018 della IV Commissione difesa.